# Oostweg (Haarlem)
De Oostweg is de oostelijke verbinding van Haarlem tussen de N/A200 en de Spaarndamseweg. Deze begint bij station Haarlem Spaarnwoude en loopt via industriegebied de Waarderpolder naar de Schoterbrug om daar aan te takken op de Spaarndamseweg richting de N/A208.

## Begin van de weg
De Oostweg begint bij station Spaarnwoude. Hier bevinden zich diverse kantoorgebouwen, het  treinstation Spaarnwoude met bijbehorend P+R-terrein en de IKEA. Enige tijd waren er plannen om hier ook het nieuwe stadion van de HFC Haarlem te laten verrijzen. De A200 buigt hier met fly-overs in een vloeiende beweging af naar de Waarderpolder. Op deze manier is een verkeerslichtenpunt overgeslagen. De invalsweg naar het centrum van Haarlem is omgelegd via deze fly-overs en de Oude Weg, zodat de Amsterdamse Vaart ontlast is van het vele verkeer.

## Verbindingsweg centrum
Het eerste gedeelte van de Oostweg tot aan de Waarderweg is als 2x2-strooksweg aangelegd. De invalsweg het centrum in loopt hierna rechtdoor en de Oostweg buigt af naar de Waarderweg, in noordelijke richting. De invalsweg naar het centrum zal in een later stadium aangepast worden waarbij een nieuwe Prinsenbrug in gedachten is. De Oostweg loopt voorlopig verder als 2x1-strooksweg naar het noorden over de bestaande Waarderweg.

## Schoterbrug
Aan het einde van de Waarderweg buigt de Oostweg af met een nieuw weggedeelte naar het Spaarne. Bij de kruising met het Spaarne is een brug gebouwd, de Schoterbrug. Deze is aangelegd als 2x1-strooksbrug, met voorbereiding op 2x2 rijstroken. Het complete gebied is hier onder handen genomen. Er zijn diverse woningen en appartementen rond deze plek gebouwd en op de plek van de voormalige jachthaven "De Drijver". Voor de huidige ligplaatsen is een nieuwe jachthaven gebouwd op het zogenaamde Schoteroogterrein in de noordpunt van de Waarderpolder. Het woningbouwplan en de Schoterbrug worden genoemd onder de naam Land In Zicht.

## Opening
De Oostweg, inclusief de Schoterbrug, is op 6 juni 2009 feestelijk geopend met veel activiteiten in de Waarderpolder. De fly-overs over het spoor en de N/A200 waren in 2012 gereed.